# CRAB's
CRAB's is een verzamelnaam voor de Belgische jongens van de rekruteringsreserve die aan het begin van de Tweede Wereldoorlog door de Belgische overheid werden bevolen om te evacueren naar het westen van het land en later naar Frankrijk. Het ging om alle mannen van 16 tot 35 jaar die om allerlei redenen nog geen legerdienst hadden volbracht en dus nog niet gemobiliseerd waren. Hun aantal wordt geschat op meer dan 300.000.
Het letterwoord is gebaseerd op de afkorting voor de uiteindelijke verzamelcentra in Zuid-Frankrijk: Centre de Recrutement de l’Armée Belge (C.R.A.B.) of RekruteringsCentrum van het Belgische Leger (R.C.B.L.).

## Vertrek
‘Alle weerbare mannen tussen 16 en 35 jaar, die hun militieverplichtingen nog niet vervuld hebben, moeten zich zo snel mogelijk aanmelden in een rekruteringscentrum in Roeselare, Kortrijk of Ieper. Ze worden geacht een deken mee te nemen en een mondvoorraad voor 24 uur.’
Zo ongeveer luidde het bevel, verspreid via radio, aanplakbrief en de Rijkswacht, dat vanaf 10 mei de jongens op pad stuurde.
De oproep was ingegeven door de ervaringen van het Belgische leger tijdens de Eerste Wereldoorlog. Toen was het tekort aan rekruten steeds nijpend geweest, terwijl de aanvoer van jonge krachten voor loopgraven essentieel was voor het voortbestaan van de Belgische krijgsmacht.
In eerste instantie was het de bedoeling om na de Duitse inval op 10 mei 1940 te verzamelen in door het leger aangeduide centra. De inwoners van de meest oostelijke provincies vertrokken eerst. Hun eerste verzamelplaatsen (Centres de Recueil de la Réserve de Recrutement) waren in het Oost-Vlaamse Eeklo en Ertvelde en in Henegouwse dorpjes Binche, Bernissart, Erquelinnes en Quiévrain. Door de snelle Duitse opmars besloot de Belgische legerleiding om vanaf 12 mei de jongens te laten verzamelen in Kortrijk, Roeselare, Ieper en Poperinge. Van daaruit zouden ze twee dagen later via spoor of met eigen middelen Frankrijk intrekken.

## Noord-Frankrijk
De jongens van de werfreserve kwamen terecht in Noord-Frankrijk. De nieuwe bestemming was Rouen, maar duizenden jongens dwaalden per fiets of te voet langs de zwaar onder vuur genomen steden. Anderen moesten urenlange treinritten in beestenwagons doorstaan. In onder andere Saint-Omer, Calais, Duinkerke, Boulogne-sur-Mer en Abbeville kwamen ze terecht in Duitse bombardementen. Tussen 300 en 400 jongens overleefden het niet.
Voor ongeveer de helft eindigde het avontuur aan de grens of in Noord-Frankrijk. Zij waren genoodzaakt om op de komst van de eerste Duitse soldaten te wachten. Ze werden slachtoffers van de bekende omsingeling van Duinkerke. Een klein deel van de reserverekruten kon met het geallieerde leger ontsnappen uit de omsingeling en kwam in Engeland terecht.
Zij die wel konden ontsnappen aan de omsingeling, kwamen in Normandië terecht. De meesten verzamelden in Rouen. Van hieruit vertrokken tientallen treinen zuidwaarts.

## Zuid-Frankrijk
Het gros van de jongens bereikte met de trein Toulouse, waar ze enkele dagen tot meerdere weken verbleven. Van daaruit werden meer dan 100.000 jongens over Zuid-Frankrijk verdeeld in kampen. Er werden drie rekruteringscentra gecreëerd. Het hoofdkwartier was gevestigd in Toulouse en stond onder het bevel van generaal Carlos de Selliers de Moranville. Het 17de CRAB besloeg de departementen Garonne, Gers en Ariège en werd geleid door generaal-majoor Emile-Joseph Demart in Toulouse. Het 16de CRAB viel samen met het departement Hérault, waar kolonel André de Meeûs in Béziers het commando op zich nam. Het 15de CRAB lag in de Gard, met Nîmes als hoofdplaats en kolonel baron Gaston Edouard Sabin de Trannoy als bevelhebber.
Voor de jongens begon het leven in de ongeveer 250 cantonnementen. De meesten kwamen eind mei in kleine groepjes in dorpjes terecht. Het leven in Zuid-Frankrijk hing sterk af van de plaats waar ze belandden. Sommigen kwamen terecht in een van de vele leegstaande kastelen en genoten van de geneugten van le Midi. Anderen werden naar legerkampen gestuurd, zoals het beruchte kamp van Agde (16de CRAB).
De meeste CRAB’s kregen nooit een opleiding tot soldaat en doorstonden wekenlang de verveling, de hitte en de heimwee naar huis. Met de Belgische capitulatie van 28 mei werd het leven moeilijker. De Franse bevolking keerde zich tegen de Belgische jongens, die met de overgave van België geen soldaat meer zouden worden. De Franse capitulatie eind juni deed de vijandige Franse houding wat afzwakken.

## CRAB-cantonnements in Zuid-Frankrijk

#### 15de CRAB
- Aigues-Vives
- Nîmes, hoofdplaats van de 15de CRAB
- Uzès, 2175 CRAB's opgevangen

#### 16de CRAB
- Agde, ook wel de Hel van Agde genoemd
- Béziers, hoofdplaats van de 16de CRAB
- Montpellier
- Sérignan

#### 17de CRAB
- Mauvezin, het grootste scoutskamp
- Touget, het scoutskamp waar Bob Davidse verbleef
- Toulouse, hoofdplaats van de 17de CRAB

## Repatriëring
De repatriëring begon op 30 juli 1940. In minder dan een maand werden de meer dan 100.000 CRAB’s met speciaal ingelegde treinen terug naar België gebracht. De laatste trein vertrok officieel op 20 augustus naar Brussel.

## Erkenning
Na de oorlog vormden de CRAB’s geen officiële slachtoffersgroep. Ze kregen dus geen tegemoetkoming. In de naoorlogse periode moesten dan ook duizenden CRAB’s hun dienstplicht vervullen, al hadden ze naar eigen zeggen in de zomer van 1940 meer dan hun verplichtingen volbracht. Toch duurde het tot in de jaren tachtig tot de jongens van toen zich verenigden. Het vergeten oorlogsavontuur kreeg eindelijk wat aandacht. Toen ze op pensioen konden gaan, trokken velen terug naar Zuid-Frankrijk om hun avontuur te herbeleven. Met het koninklijk besluit van 12 april 1990 volgde een officiële erkenning, met een medaille die aan ongeveer 9000 oud-CRAB’s werd uitgedeeld.
In 1998 werd een monument ingehuldigd in Poperinge. Het is een sculptuur van Lucien De Gheus in witte natuursteen in de vorm van een kruis, met vooraan een bas-reliëf van een CRAB.
Het historisch onderzoek kwam pas echt op gang in de jaren negentig, met in 1995 het boek Allons enfants de la Belgique: les 16-35 ans, mai-août 1940 van Jean-Pierre du Ry. In het Brusselse Studie- en Documentatiecentrum Oorlog en Hedendaagse Maatschappij werd een uitgebreide verzameling getuigenissen aangelegd. In 2015 volgde met Van onze jongens geen nieuws van historici Karel Strobbe, Hans Boers en Pieter Serrien het eerste Nederlandstalige boek over de CRAB's.

## Bekende CRAB's
- Nand Buyl, acteur
- Bob Davidse, tv-icoon
- Jef De Pillecyn, schrijver
- Maurice De Wilde, tv-icoon
- Hubert Lampo, schrijver
- Ivo Michiels, schrijver
- Anton Peters, acteur
- Armand Pien, weerman
- Marc Sleen, tekenaar
- Guy Thys, voetballer
- Leo Tindemans, politicus
- Piet Van Aken, schrijver
- André Wynen, verzetsstrijder